# ジョン・ラッツェンバーガー
ジョン・デッツォ・ラッツェンバーガー（John Dezso Ratzenberger、1947年4月6日 - ）は、アメリカ合衆国の俳優、声優。

## 略歴
コネチカット州ブリッジポート出身。現在は、ロンドン在住。
ピクサー・アニメーション・スタジオ制作の長編アニメーション映画に、1995年の『トイ・ストーリー』以降、2020年の『ソウルフル・ワールド』までの全作品に出演している。
2006年公開の映画、『カーズ』のエンディングでは、彼を題材にしたパロディ映画『トイ・カー・ストーリー』、『モンスターズ・トラック・インク』、『バグズ・ライフ』が上映されている。
ジョン・ラセターやピクサー映画で製作を務めるジョナス・リベラはラッツェンバーガーのことを「幸運のお守り」と評している。
日本語吹替では、主に立木文彦が担当している。

## 主な出演作

### 映画
- 遠すぎた橋 A Bridge Too Far (1977)
- アトランティス7つの海底都市 Warlords of Atlantis (1978)
- スーパーマン Superman (1978)
- ハノーバー・ストリート 哀愁の街かど Hanover Street (1979)
- 地獄のモーテル Motel Hell (1980)
- スター・ウォーズ エピソード5/帝国の逆襲 Star Wars: Episode V - The Empire Strikes Back (1980) - ブレン・ダーリン少尉
- スーパーマンII Superman II (1980)
- ラグタイム Ragtime (1981)
- レッズ Reds (1981)
- ファイヤーフォックス Firefox (1982)
- ガンジー Gandhi (1982)
- プレッシャー/壊れた男 Bad Day on the Block / Under Pressure (1997)
- ワン・ナイト・スタンド One Night Stand (1997)

### テレビシリーズ
- チアーズ Cheers (1982-1993) - クリフ・クラヴィン
- ミッキーマウス60周年記念 Mickey's 60th Birthday (1988) - クリフ・クラヴィン
- BONES BONES S9#2

### アニメ映画
- ピクサー・アニメーション・スタジオの作品
  - トイ・ストーリー Toy Story (1995)  - ハム
  - バグズ・ライフ A Bug's Life (1998) - P.T.フリー
  - トイ・ストーリー2 Toy Story 2 (1999) - ハム
  - モンスターズ・インク Monsters, Inc. (2001) - イエティ
  - ファインディング・ニモ Finding Nemo (2003)　- ムーンフィッシュ
  - Mr.インクレディブル The Incredibles (2004)  - アンダーマイナー
  - カーズ Cars (2006) - マック、ハム、イエティ、P.T.フリー
  - レミーのおいしいレストラン Ratatouille (2007) - ムスタファ
  - ウォーリー WALL·E (2008) - ジョン
  - カールじいさんの空飛ぶ家 Up (2009) -　トム
  - トイ・ストーリー3 Toy Story 3 (2010) - ハム
  - カーズ2 Cars 2 (2011) - マック
  - メリダとおそろしの森 Brave (2012) - ゴードン
  - モンスターズ・ユニバーシティ Monsters University (2013) - イエティ
  - インサイド・ヘッド Inside Out (2015) - フリッツ
  - アーロと少年 The Good Dinosaur (2015) - アール
  - ファインディング・ドリー Finding Dory (2016) - ビル
  - カーズ/クロスロード Cars 3 (2017) - マック
  - リメンバー・ミー Coco (2017) - フアン・ハノキョーセー
  - インクレディブル・ファミリー Incredibles 2 (2018)  - アンダーマイナー
  - トイ・ストーリー4 Toy Story 4 (2019) - ハム
  - 2分の1の魔法 Оnward (2020) - フェンウィック
  - ソウルフル・ワールド Soul (2020) - 地下鉄の乗客
  - インサイド・ヘッド2 Inside Out 2 (2024) - フリッツ
- その他の作品
  - キャプテン・プラネット Captain Planet and the Planeteers(1990 - 1992)
  - 千と千尋の神隠し (2001)  - 兄役（英語版）
  - プレーンズ Planes (2013) - ハーランド

### コンピュータゲーム
- トイ・ストーリー2 - ハム
- Mr.インクレディブル - アンダーマイナー
- カーズ - マック
- キングダムハーツIII - ハム[3]